# Château de la Grande Jupille
Le château de la Grande Jupille, parfois appelé château de Jupille est situé au lieu-dit la Grande Jupille sur la commune de Saint-Pierre-le-Bost, dans le département de la Creuse, région Nouvelle-Aquitaine, en France.

## Présentation
Le château est en fait un manoir de style XIXe siècle.
Le terme Jupille pourrait venir du celte iuppo, qui signifie genévrier. Mais le genévrier poussant principalement sur des sols calcaires, il est douteux d'affirmer cette étymologie avec certitude.
D'autres sources font provenir ce terme (partagé par plusieurs lieux en Europe de l'Ouest) de villas romaines dédiées au dieu Jupiter.

## Architecture
Le bâtiment est constitué d'un corps de logis principal dans sa partie Ouest d'environ 20 m de longueur par 10 m de profondeur, d'une aile attenante d'environ 20 m de longueur sur 7 m de profondeur, reliant une tour carrée, finissant cette longe, d'environ 5 m par 5 m.
On compte 3 fenêtres à la française ainsi qu'une dizaine de rangées de fenêtre, par niveau, sur la façade Sud.
Une terrasse plane a été construite à l'aide d'un mur de soutènement.
Des dépendances agricoles existent tout autour de la bâtisse.